# Columba pulchricollis
La paloma cenicienta o paloma oscura (Columba pulchricollis) es una especie de ave columbiforme de la familia Columbidae, originaria del sureste asiático y presente en la India, Nepal, Bután, Tíbet, Laos, Myanmar, Taiwán y Tailandia. No tiene subespecies conocidas
Tiene un tamaño de entre 31-36 cm de longitud y un peso en torno a los 330 g. Vive en bosques templados y se alimenta de fruta y semillas.